# آتیلا موکوش
آتیلا موکوش (انگلیسی: Attila Mokos؛ زادهٔ ۱۳ دسامبر ۱۹۶۴) بازیگر اهل کشور اسلواکی است که ملیت مجارستانی نیز دارد. وی از سال ۱۹۸۰ میلادی تاکنون مشغول فعالیت بوده‌است.